# Histoire militaire de l'Algérie
L'histoire militaire de l'Algérie couvre une vaste période marquée par des évènements complexes. Elle est à mettre en lien avec l'histoire militaire du Maghreb dans sa recherche d'indépendance et de stabilité.

## Antiquité

### La Numidie et les guerres puniques
Les guerres puniques sont une série de guerres entre Rome et la cité-État de Carthage. Le territoire nord de l'actuelle Algérie est alors, peuplé de multiples royaumes numides sous l'influence de Carthage. Ils prendront part aux guerres puniques, à travers la Cavalerie numide, comme le rapporte Polybe : « Hannon, voyant les Romains affaiblis, épuisés par la famine et par les maladies qu'engendrait une atmosphère empestée, [...] prit avec lui, outre cinquante éléphants, son armée entière, et se dépêcha de sortir d'Héraclée. Il donna ordre aux cavaliers numides de pousser en avant, d'approcher le plus possible du retranchement des ennemis, de chercher à exciter par leurs provocations la cavalerie romaine, puis de battre en retraite jusqu'à ce qu'ils l'eussent rejoint ».

### Période romaine
Après la troisième guerre punique, et la destruction de Carthage, les Romains utilisèrent la cavalerie numide dans leurs propres rangs, notamment comme auxiliaires dans leur cavalerie. Lors du premier triumvirat, Jules César utilisait encore comme auxiliaires des cavaliers numides quand il commença la conquête de la Gaule en 58

### Période vandale puis byzantine
- Vandales (430-477), Royaume vandale (429-534), guerre des Vandales (533-534), royaume d'Altava (429-708)
- Empire byzantin (330-1453) ou Empire romain d'Orient

## Moyen Âge (500c-1500c)

### Dynasties musulmanes arabes et berbères
- Conquête musulmane du Maghreb (647-709)
- Berbères : Zénètes, Sanhadja, Kutama
- Sufrites, royaume sufrite de Tlemcen (742-790), Royaume rostémide (767-909), Kharidjisme
- Califat fatimide (909-971), Kutama, Zirides (972-1148)
- Hammadides (1014-1152), Almoravides (1040-1147), Ibadisme, Mzab (cinq villes entre 1016 et 1053)
- Almohades (1147-1269)
- Al-Andalus (711-1492)
- Sultanat hafside de Tunis (1207-1574), royaume zianide de Tlemcen (1235-1556), sultanat Mérinides

### Expédition portugaise et présence espagnole à partir duXVIesiècle
- Présence portugaise dès 1501, puis espagnole
- Expulsion des morisques d'Espagne (1609)

## Les guerres de la régence d'Alger (1500-1830)
- Algérie ottomane (1516-1830)
- Régence d'Alger, liste des souverains et gouverneurs de la régence d'Alger
  - Beylerbey d'Alger (1533-1587), Pachas (1587-1659), Aghas (1659-1671),
  - Deys (1671-1830), Dey d'Alger, Janissaires
- Batailles impliquant la régence d'Alger
- Royaume des Beni Abbès, royaume de Koukou, Sultanat de Touggourt
- État d'Abdelkader

### Guerres barbaresques
À la suite de la guerre algéro-américaine (1785-1795), la première guerre barbaresque et la seconde guerre barbaresque ont opposé les États-Unis d’Amérique aux États barbaresques en Afrique du Nord au début du XIXe siècle. Les États-Unis alors nouvellement indépendants et qui bénéficient plus de la protection de la Grande-Bretagne sont victimes d'actes de piraterie en Méditerranée. Ils attaquent la régence de Tripoli (première guerre) et la régence d'Alger (deuxième guerre), afin d'y mettre fin.

### Conquête française

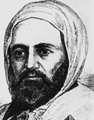
l'Emir Abdelkader

La France envahit l'Algérie en 1830 en prenant pour prétexte l'affaire de l'éventail. La conquête de l'Algérie par la France se heurta à une rude résistance, emmenée entre 1832 et 1847 par l'Emir Abdelkader. L'Armée française utilisant la tactique de la terre brûlée, elle fit de nombreuses victimes parmi les populations berbères et arabes (estimées à 2 millions en 1830). Il faut attendre 1857 pour que le pays soit réellement occupée et sa pacification ne sera achevée qu'en 1881. La conquête prend techniquement fin qu'au début du XXe siècle avec la soumission des touaregs et la mise sous contrôle du Sahara.
- Colonisation de l'Algérie par la France (rubriques)
- Bastion de France, Compagnie royale d'Afrique
- Révolte des Mokrani (1871-1872)

## Domination française (1830-1962)

### Armée française d'Afrique
La légion étrangère est formée en 1831 par Louis-Philippe. Elle sera présente en Algérie pendant 130 ans.
De nombreux Berbères et Arabes algériens l'ont intégrée, parfois volontairement et parfois involontairement, notamment dans l'infanterie (tirailleurs) et dans la cavalerie. Ceux-ci ont combattu durant la guerre de Crimée, la guerre du Mexique, la guerre franco-prussienne, des campagnes coloniales diverses en Afrique, l'expédition du Tonkin, la campagne de Syrie (1920-1921), les deux guerres mondiales ainsi que lors de la première guerre d'Indochine.
En plus des indigènes algériens, l'Armée française d'Afrique en Algérie était composée de Zouaves et de Chasseurs d'Afrique. Composées à l'origine par des volontaires français, ces unités seront à partir de 1871 essentiellement "pieds-noirs".
À la fin de la guerre d'Algérie en 1962, la plupart des unités nord-africaines sont dissoutes. Seuls restent la Légion étrangère et un régiment de Spahis, tirailleurs et chasseurs d'Afrique.

### Seconde Guerre mondiale (1939-1945)
Durant la Seconde Guerre mondiale l'Algérie, comme l'ensemble de l'Afrique du Nord, était sous contrôle de l'Allemagne nazie via le Régime de Vichy. Le 8 novembre 1942, les Alliés lancent la première offensive majeure baptisée l'opération Torch.
Les forces alliées, menées par Eisenhower, débarquent sur les plages nord-africaines et avancent vers le sud en faisant face à une armée de 60 000 hommes. Ils reprennent le Maroc et l'Algérie.
Durant la guerre, un grand nombre d'Algériens et de colons ont servi dans l'armée française. Se distinguant notamment dans le Corps expéditionnaire français sous les ordres du Général Juin lors de la campagne d'Italie de 1943 et de l'invasion alliée du sud de la France en 1944.

### Guerre d'indépendance (1954-1962)

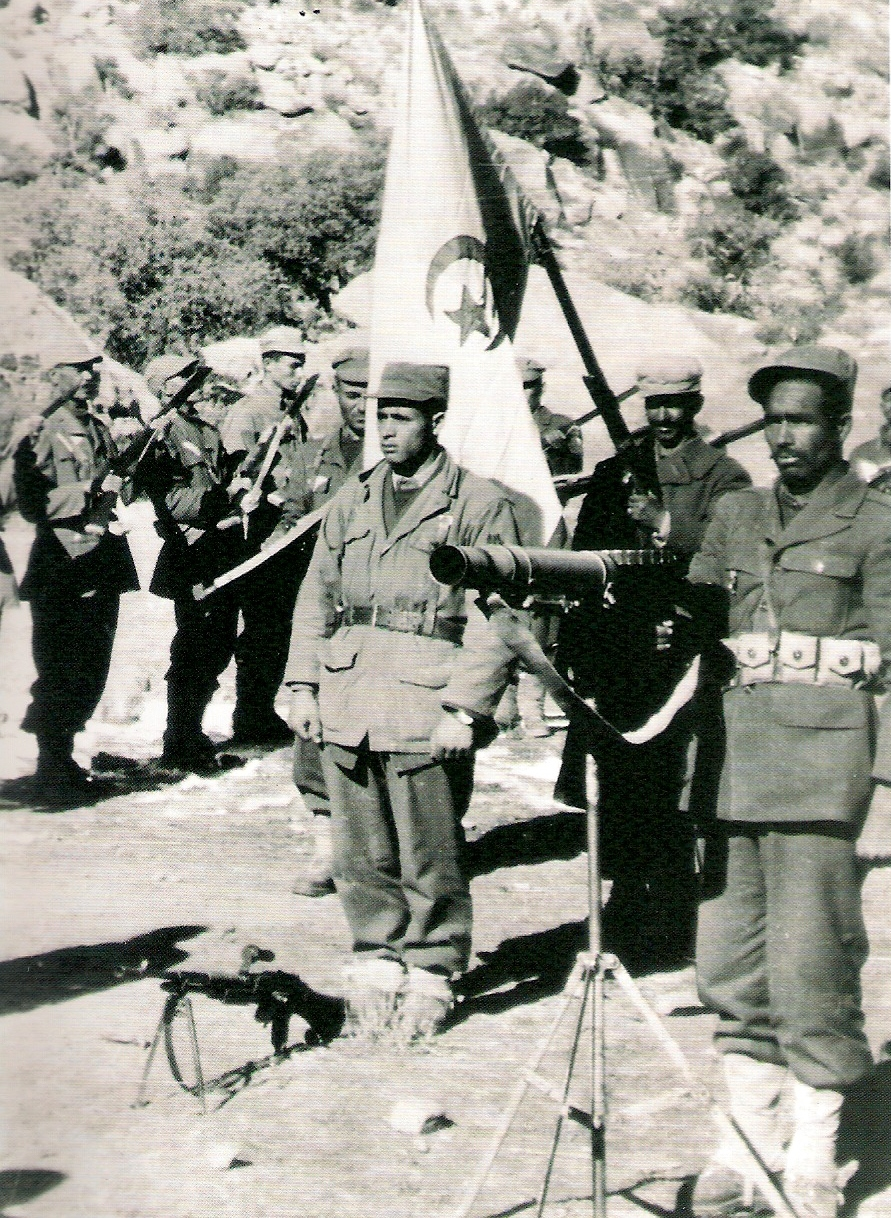
Soldats de la guerre d'Algérie en 1958

La guerre d'indépendance algérienne consiste en une série de soulèvements et de guérilla à l'encontre de l'administration française, de l'armée française, des Pieds-Noirs et des Harkis. Cette guerre est, notamment, l'une des causes principales de l'effondrement de la Quatrième République et de l'établissement de la Cinquième République. L'Algérie obtient son indépendance en 1962, après huit années d'une guerre qui marquera durablement les deux pays du fait des atrocités commises par chaque camp et ont fait beaucoup de morts.
L'Armée de libération nationale d'avant 1962, compte environ 150 000 hommes servant en Algérie comme en dehors. Elle s'organise autour de six régions militaires. Bien que battue sur le terrain l'ALN, mal équipée, parvient à maintenir une opposition efficace à l'armée française (comptant près de 500 000 soldats après 1957). Cette longue guerre coûtera la vie à près d'un million d'Algériens selon le FLN, 250 000 selon Jean-Paul Mari, ainsi qu'à 30 000 Français toujours selon ce dernier.

## Algérie indépendante: République algérienne

### Armée nationale populaire(1962-)
L'Armée de libération nationale (ALN) est créée peu de temps après le début du soulèvement en 1954. Elle est basée aussi bien en Algérie qu'au Maroc et en Tunisie. Elle est à l'origine de la nouvelle armée, l'Armée nationale populaire (ANP), créée en 1962. Seulement 10 000 des 50 à 60 000 hommes formant l'ALN rejoindront l'ANP après l'indépendance, les autres étant démobilisés.
Les forces armées algérienne comptent environ 60 à 70 000 hommes jusqu'à 1969, où la conscription est introduite. La plupart des conscrits étant affectés à des tâches non-militaires après un entrainement basique.

### Guerre des Sables (1963)
La guerre des Sables est un conflit frontalier ayant opposé le Maroc et l'Algérie, en 1963, au sujet de revendications territoriales (notamment Béchar et Tindouf) du royaume chérifien. Il s'agit d'incidents frontaliers qui en s'intensifiant dégénèrent en un conflit généralisé conduisant à d'intenses combats autour des oasis. L'Union africaine parvient, cependant, à imposer un cessez-le-feu et un accord de paix aux belligérants, laissant les frontières inchangées. Les tensions entre les deux pays ne s'atténuent pas pour autant. Mais en dehors d'un accrochage bref en 1976 au Sahara occidental, il n'y aura plus de combats directs.

### Guerre des Six Jours et guerre du Kippour (1967)
Lors de la guerre des Six Jours en 1967, l'Algérie envoie un bataillon d'infanterie et un escadron de MiG-21 en soutien à l'Égypte. Si les troupes n'ont pas réellement combattu, six avions ont été perdus.
Lors du quatrième conflit entre Israël et ses voisins arabes, la guerre du Kippour, l'Algérie fait une nouvelle fois parvenir une aide militaire à l'Égypte. Celle-ci comprend notamment des escadrons d'avion de chasse et de bombardiers ainsi qu'une brigade blindée. Il participeront à la l'importante bataille dAl-Adabiya où ils remporterent la victoire sur les forces de l'entité sioniste.

### Guerre civile algérienne (1991-2002)
La guerre civile algérienne est un conflit sanglant entre les forces armées régulières et des milices terroristes islamistes. Elle dure de 1991 à 2002, date à laquelle les terroristes se rendent aux autorités dans le cadre de la Concorde civile mise en place par Abdelaziz Bouteflika.
Lors du conflit, le Groupe islamique armé (GIA) commet un grand nombre de massacres. Au total, la guerre civile a fait près de 150 000 morts, 1 000 000 de déplacés et des dizaines de milliers d'exilés.